# Belgijscy posłowie do Parlamentu Europejskiego 2014–2019
Belgijscy posłowie VIII kadencji do Parlamentu Europejskiego zostali wybrani w wyborach przeprowadzonych 25 maja 2014.

## Lista posłów

### Flamandzkie kolegium wyborcze
Wybrani z listy Nowego Sojuszu Flamandzkiego
- Mark Demesmaeker
- Ralph Packet, poseł do PE od 22 listopada 2018
- Helga Stevens
- Anneleen Van Bossuyt, poseł do PE od 8 stycznia 2015

Wybrani z listy partii Flamandzcy Liberałowie i Demokraci
- Hilde Vautmans, poseł do PE od 1 stycznia 2015
- Guy Verhofstadt
- Lieve Wierinck, poseł do PE od 4 maja 2016

Wybrani z listy partii Chrześcijańscy Demokraci i Flamandowie
- Ivo Belet
- Tom Vandenkendelaere, poseł do PE od 6 listopada 2014

Wybrana z listy flamandzkiej Partii Socjalistycznej
- Kathleen Van Brempt

Wybrany z listy Zielonych!
- Bart Staes

Wybrany z listy partii Interesu Flamandzkiego
- Gerolf Annemans

### Walońskie kolegium wyborcze
Wybrani z listy walońskiej Partii Socjalistycznej
- Marie Arena
- Hugues Bayet
- Marc Tarabella

Wybrani z listy Ruchu Reformatorskiego
- Gérard Deprez
- Louis Michel
- Frédérique Ries

Wybrany z listy Ecolo
- Philippe Lamberts

Wybrany z listy Centrum Demokratyczno-Humanistycznego
- Claude Rolin

### Niemieckie kolegium wyborcze
Wybrany z listy Partii Chrześcijańsko-Społecznej
- Pascal Arimont

### Byli posłowie VIII kadencji do PE
- Johan Van Overtveldt (z listy NV-A), do 10 października 2014
- Marianne Thyssen (z listy CD&V), do 31 października 2014
- Louis Ide (z listy NV-A), do 18 grudnia 2014
- Annemie Neyts-Uyttebroeck (z listy Open VLD), do 31 grudnia 2014
- Philippe De Backer[1] (z listy Open VLD), do 2 maja 2016
- Sander Loones (z listy NV-A), od 14 października 2014 do 11 listopada 2018